# 기타큐슈 시립 대학
키타큐슈 시립 대학(일본어: 北九州市立大学,University of Kitakyushu)은 일본의 시립 대학(市立大学)이다. 키타큐슈 시립대학은 규슈지역 공립대학 1위를 차지 하였다
◆ 대학 평가·학위 수여 기구에 의한 평가(사회 공헌)
S랭크를 차지 하였다. 키타큐슈 시립대학의 간판 학부는 외국어학부이다.
전국 외국어 학부 순위는 2018년 기준 3위를 차지하였다.
대한민국과의 교류가 많은 대학이다. 국립 인천대학교 ,국립 해양대학교 국립 제주대학교 와 자매결연을 맺고있다.
학내 한국인 교원 은 2018년 기준 총 5명이다.
대학 본캠퍼스는 기타큐슈시 고쿠라미나미구(小倉南区)에 있다.
대학 히비키 캠퍼스(공과대학)는 기타큐슈시 와카마츠구(若松区)에 있다.

## 연혁
기타큐슈 시립 대학의 기원은 고쿠라시(※1963년 2월 고쿠라시 등 5개 시가 기타큐슈시로 신설 합병)가 1946년에 설립한 시립 외국어 전문학교이다.
- 1946년 고쿠라 외사 전문학교(小倉外事専門学校) 설립 (3년제).
- 1950년 기타큐슈 외국어대학(北九州外国語大学)으로 승격 (4년제).
- 1953년 기타큐슈 대학으로 개칭. 상학부를 증설.
- 1957년 제2부(야간부)를 설치.
- 1963년 기타큐슈 시 발족.
- 1966년 문학부를 설치.
- 1973년 법학부를 설치.
- 1981년 대학원 석사과정을 설치.
- 1993년 상학부를 경제학부로 개칭.
- 2001년 기타큐슈 시립 대학으로 개칭. 국제환경공학부를 설치.
- 2002년 대학원 박사과정을 설치.

## 캠퍼스
- 기타카타(北方) 캠퍼스: 대학본부 캠퍼스.
-후쿠오카현 기타큐슈시 고쿠라미나미 구(小倉南區) 기타카타(北方) 4-2-1.
- 히비키노(ひびきの) 캠퍼스: 국제환경공학부 캠퍼스.
-후쿠오카 현 기타큐슈 시 와카마쓰 구(若松區) 히비키노(ひびきの) 1-1.

## 조직

### 학부
- 외국어학부
  - 중국학과
  - 영미학과
  - 국제관계학과
- 경제학부
  - 경제학과
  - 경제정보학과
- 문학부
  - 비교문화학과
  - 인간관계학과
- 법학부
  - 법률학과
  - 정책과학과
- 국제환경공학부
  - 에너지 순환 화학과
  - 기계 시스템 공학과
  - 정보 미디어 공학과
  - 건축 디자인 학과
  - 환경생명공학과

### 대학원
- 사회시스템 연구과
- 법학 연구과 (석사과정)
- 매니지먼트 연구과 (전문적 학위과정)
- 국제환경공학 연구과

### 부속기관
- 도시정책 연구소
- 국제교육교류센터
- 학술정보종합센터 (도서관)